# Kabaret

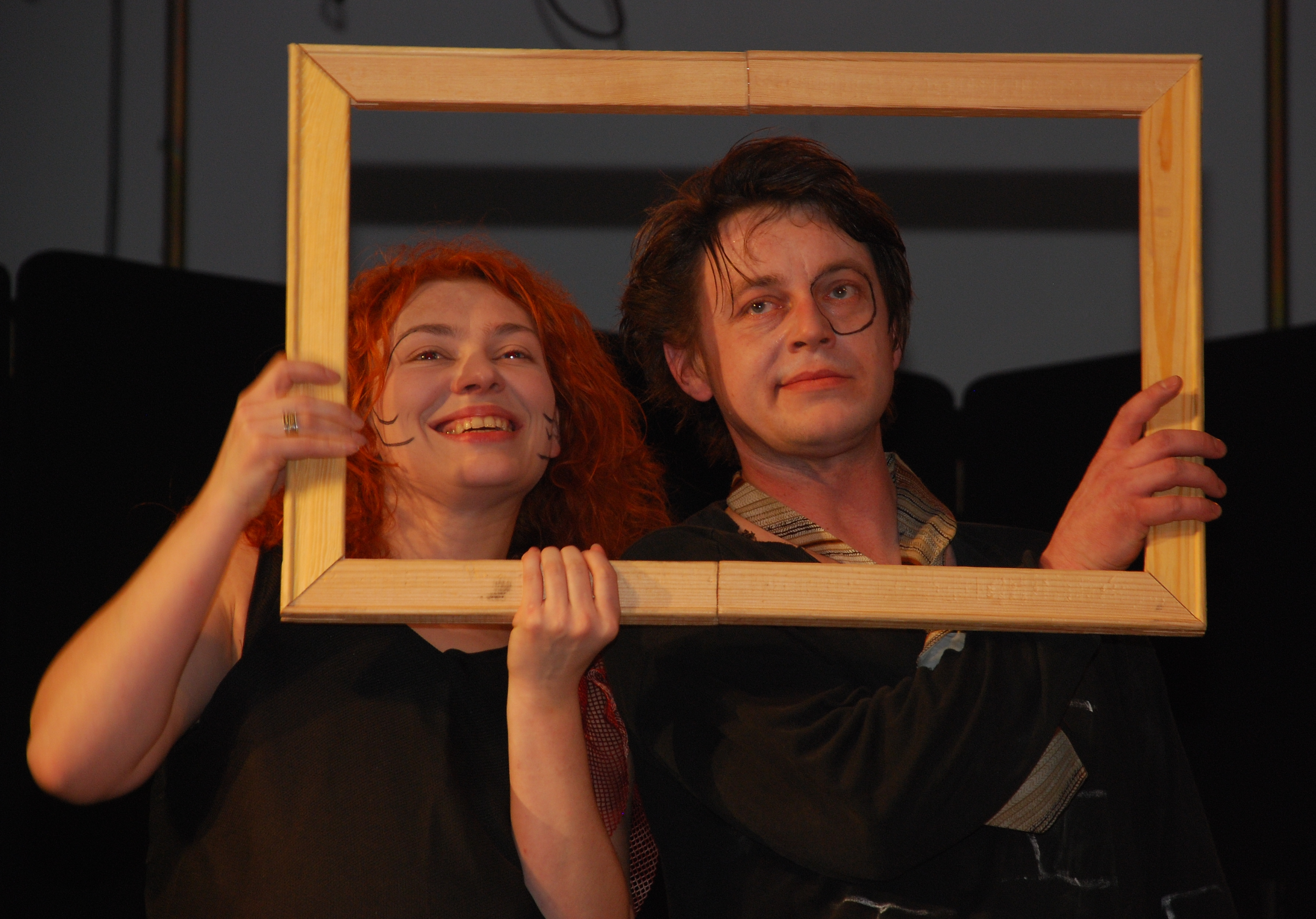
Kabaret w Polsce

Kabaret – w Polsce to forma rozrywki, przedstawienie przed publicznością, zwykle na żywo, mająca charakter satyryczny. Składa się ze skeczów sytuacyjnych, monologów, stand-up, piosenek, satyry politycznej, tworzonych i wystawianych przez kilkuosobowe grupy satyryków, komików, aktorów i artystów.
Natomiast na świecie, kabaret to forma frywolnej rozrywki z muzyką, piosenkami, tańcem, skierowana głównie do mężczyzn, z udziałem roznegliżowanych kobiet. Miejscem występów kabaretu, prócz siedziby, może być pub, kasyno, restauracja lub klub nocny posiadający scenę. Publiczność w trakcie spektaklu kabaretowego zwykle spożywa kolacje lub przynajmniej ma napoje, rzadziej tańczy, ale z reguły zasiada przy stołach, a nie na widowni.

## Etymologia
W pierwotnym sensie słowo „kabaret” oznaczało miejsce, w którym się pije i spożywa posiłki, jak np. tawerna lub gospoda, a jednocześnie odbywają się występy rozrywkowe. Słowo ma korzenie arabskie: kharabat ( « خربات ») - miejsce, w którym sprzedaje się alkohol, tawerna, ale także: prostytucja.

## Historia kabaretu

### Francja

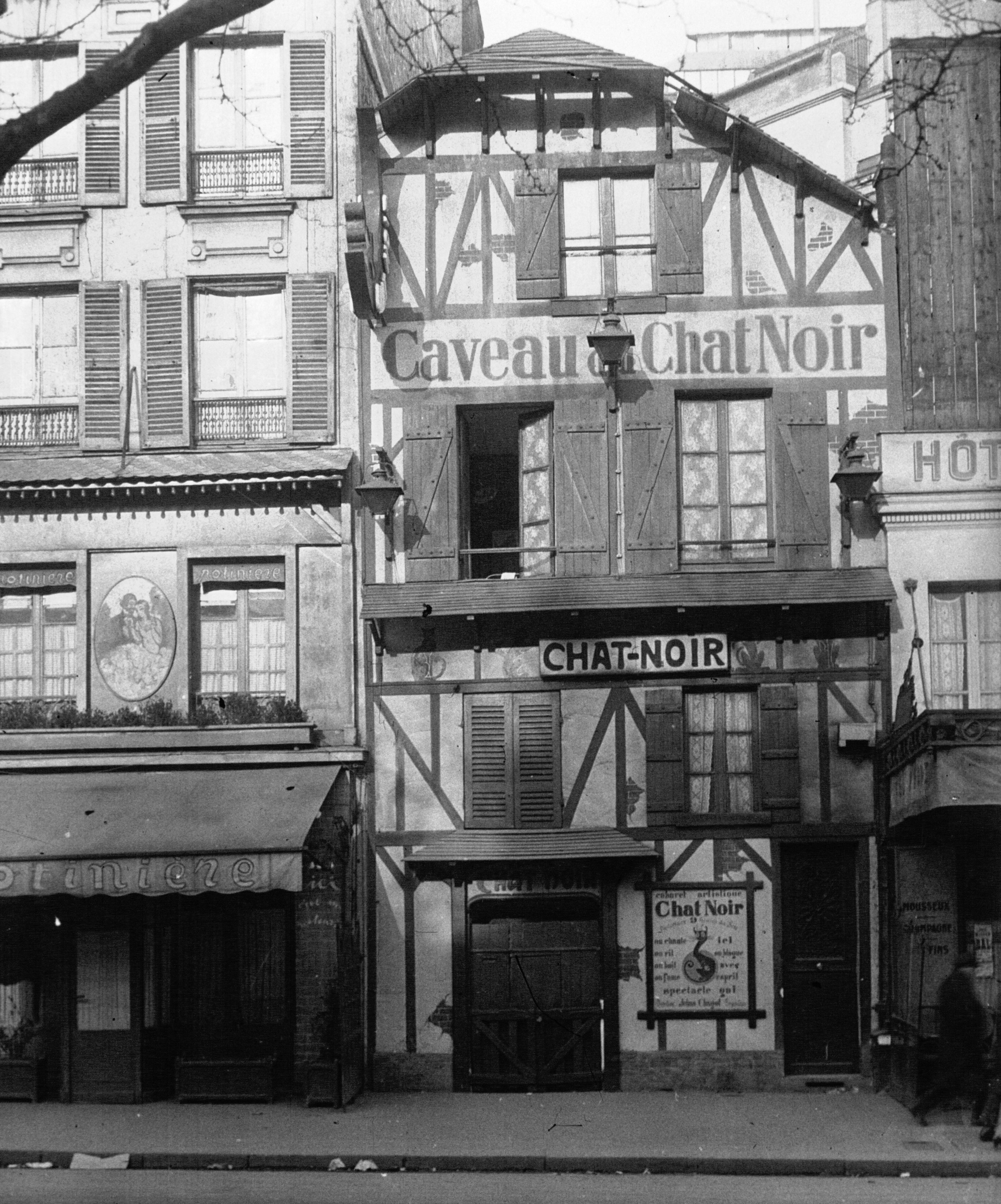
Chat Noir

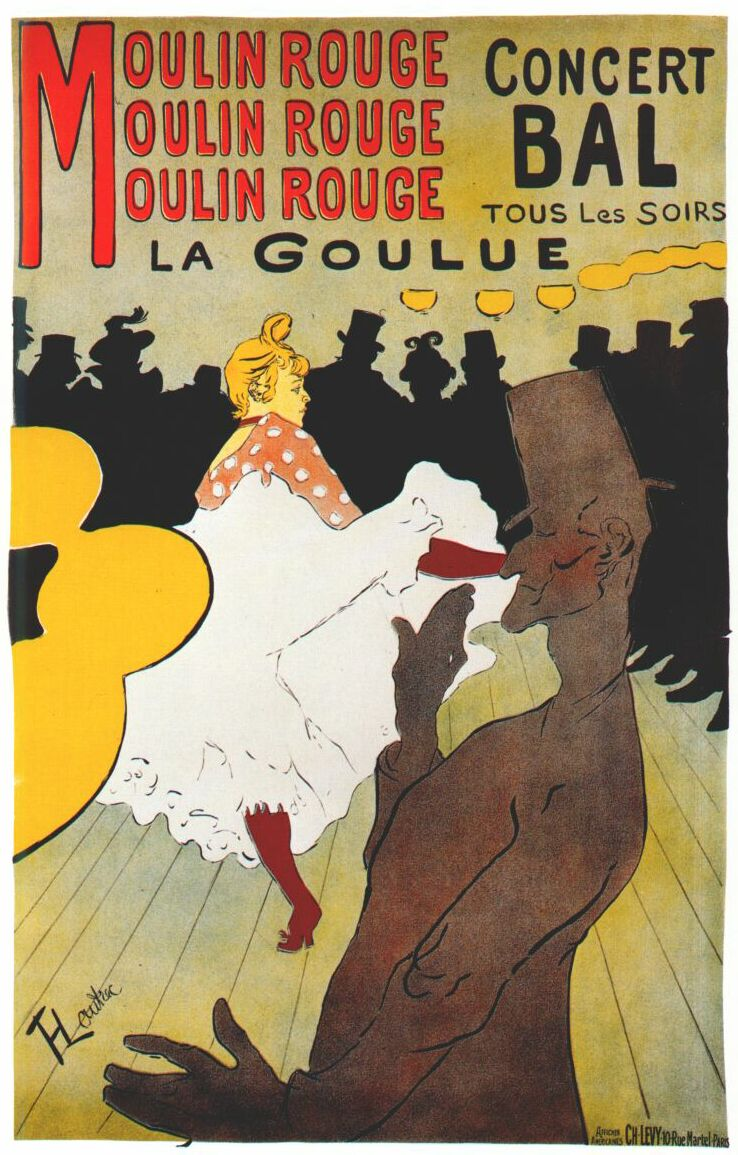
Plakat reklamujący Moulin Rouge z 1891 r.

Kabarety narodziły się we Francji pod koniec XV wieku jako tawerny z występami dla klientów. W XVIII wieku pojawił się kawiarnia lub wyszynk, który oferował jedzenie wraz z muzyką, lekkimi, frywolnymi piosenkami oraz magikami.

#### Historia kabaretu we Francji: Czarny Kot
Lokal otworzono 18 listopada 1881 roku w Paryżu przy ulicy Boulevard Rouchechouart 84 w dzielnicy Montmartre, która wówczas znajdowała się na peryferiach miasta i kojarzona była z przestępcami, prostytutkami i bezrobotnymi. Pomysłodawcą przedsięwzięcia był Rodolphe Salis. Początkowo imprezy odbywały się pod nazwą cabaret artistique, wkrótce jednak lokal nazwano Le Chat Noir (Czarny Kot). Czarodziejski kot (wzięty z utworów Edgara Allana Poe) był symbolem sztuki. Głównym elementem przyciągającym klientele był bardzo modny wtedy absynt oraz wspólne śpiewanie w grupie przyjaciół, tylko mężczyzn, co było wówczas tradycją francuską. Pierwsze spotkania były skromne i miały charakter zamknięty – przychodzili głównie przyjaciele Salisa. Szybko jednak "Czarny kot" zdobył rozgłos i stał się najbardziej obleganym lokalem Paryża. Przedstawienia miały charakter improwizacji. Jednym z głównych środków przekazu była piosenka, czasem poruszająca aktualne tematy społeczno-polityczne. Innym narzędziem do ośmieszania i krytykowania władzy było emanowanie absurdem, który miał kontrastować ze spokojem i uporządkowanym życiem wyższych sfer. Satyra przybierała często formę obelg, również w stosunku do bardziej zamożnej publiczności.
W 1882 roku Salis rozpoczął wydawanie czasopisma również pod tytułem „ Le Chat Noir”. W 1885 roku, ze względu na niebezpieczną okolicę (zasztyletowanie jednego z kelnerów oraz ciężkie pobicie samego Salisa) i skromne warunki lokalowe, kabaret zmienił siedzibę i przeniósł się (dosłownie: w nocy, barwnym i rozśpiewanym korowodem artyści wraz z gośćmi przenieśli całe wyposażenie do nowego lokalu) na ulicę Victor Masse. Przez następne lata Chat Noir był jednym z najważniejszych ośrodków nocnego życia artystycznego Paryża. Jego sukces przyczynił się do przemiany Montmartre w dzielnicę bohemy i centrum artystyczne Paryża, jak jest postrzegana do dziś. Czarny Kot został zamknięty w 1896 roku, przyczyną była m.in. słaba sytuacja finansowa.
Czarny Kot stał się inspiracją scenografii polskiego filmu „Lata dwudzieste... lata trzydzieste...”.
Historia kabaretu we Francji: Moulin Rouge
Kabaret Moulin Rouge (pol. Czerwony Młyn) został założony w 1889 roku przez Josepha Ollera. Działa bez przerwy i cieszy się ogromną popularnością do dziś, zarówno we Francji jak i na całym świecie. Położony w dzielnicy czerwonych latarń, tuż obok Placu Pigalle, kabaret zwraca uwagę swym ogromnym logiem – wiejskim wiatrakiem młynu zbożowego - zamontowanym na dachu.
W 1891 roku Henri de Toulouse-Lautrec namalował plakat reklamujący Moulin Rouge, który wzbudził w Paryżu wiele sensacji i kontrowersji, a to za sprawą widocznych nóg i bielizny tancerki, jednak dzięki temu lokal szybko stał się słynny i popularny.

Znakiem firmowym Moulin Rouge od założenia jest taniec cancan. 

#### Inne znane historyczne kabarety we Francji
- Cabaret des Quat'z'Arts
- La Lune Rousse
- Les Pantins
- Le Mirliton

#### Najbardziej znani francuscy historyczni artyści związani z kabaretem
- Charles Aznavour (ur. 1924 – zm. 2018)
- Jacques Brel (ur. 1929 – zm. 1978)
- Serge Gainsbourg (ur. 1928 – zm. 1991)
- Édith Piaf (ur. 1915 – zm. 1963)
- Josephine Baker

### Niemcy

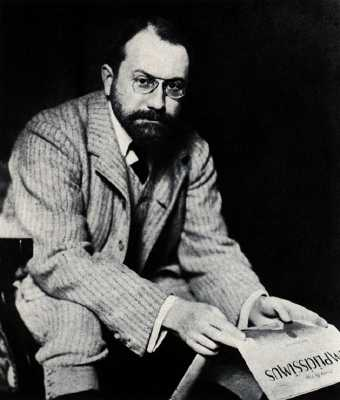
Albert Langen z Simplicissimusem, 1894

Drugim ważnym ośrodkiem w historii kabaretu w końcu XIX wieku były Niemcy. Tu jednak początki naznaczone były piętnem cenzury. Kultura i sztuka niemiecka z przełomu wieku była utrzymywana w konwencji wzniosłej tradycji. Również surowa struktura władzy nie sprzyjała innowacyjnym pomysłom czy rubasznej satyrze. Zapoczątkowane we Francji spektakle zaowocowały założeniem satyrycznego pisma Simplicissimus. Jego twórcy – Albert Langen oraz Frank Wedekind zainspirowani wizytą we francuskim Montmartre. Satyryczne teksty nie przypadały do gustu władzy. Frank Wedekind musiał nawet opuścić kraj po publikacji poematu satyrycznego Im heiligen Land (W ziemi świętej), w którym prześmiewczo przedstawił wizytę cesarza Wilhelma II w Palestynie. Gdy wrócił po roku nieobecności, i tak został aresztowany a następnie skazany na sześć miesięcy ciężkiego aresztu.

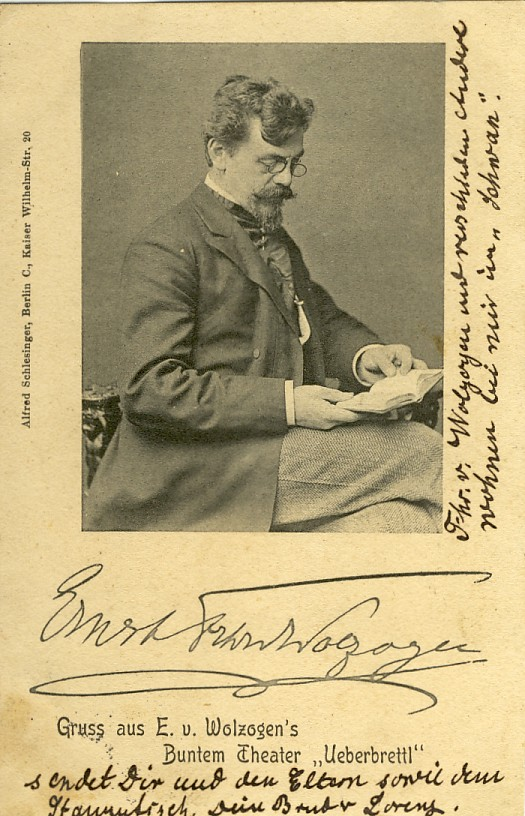
Ernst von Wolzogen założyciel Uberbrettla

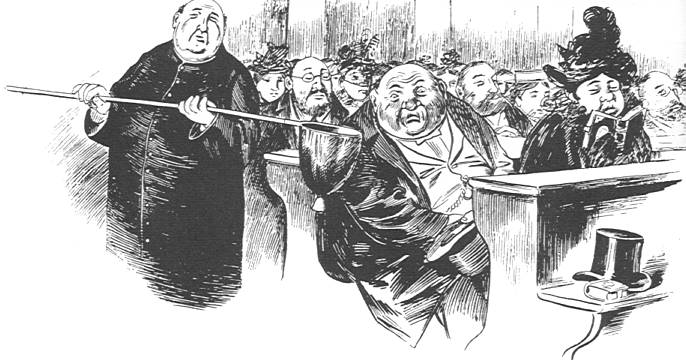
Jedna z ilustracji Simplicissimusa

Kolejnym etapem na drodze niemieckiego kabaretu, było wydanie zbioru wierszy i piosenek Deutsche Chanson przez Otto Juliusa Bierbauma. Wkrótce potem Ernst von Wolzogen otworzył w Berlinie lokal o nazwie Uberbrettl (18 stycznia 1901 roku w teatrze przy placu Aleksandra w Berlinie). Uberbrettl nazywany był również Buntes Theater (Kolorowy Teatr). Przedstawienia, które łączyły w sobie humor, lirykę i erotykę, przyciągały tłumy, ale ze względu na działającą cenzurę, która nie dopuszczała w programie wyzwisk, zbytniej krytyki władzy i nieprzyzwoitego zachowania – nie był to kabaret podobny do francuskiego pierwowzoru. Obok Uberbrettl powstawały kolejne lokale. Kabaret w Niemczech bardziej nawiązywał do klasycznego teatru. W 1901 roku Max Reinhardt stworzył kabaret Schall und Rauch (Głos i dym), przekształcony następnie w Kleine Theater, który parodiował dzieła literackie. 
Kabaret zaczął być kojarzony zarówno z miejscem spotkań bohemy artystycznej, jak i konkretną grupą artystów.
Mimo represji ze strony cenzury i policji, cyganeria artystyczna Niemiec (skupiona głównie w Monachium), założyła Związek Ochrony Wolnej Sztuki i Nauki imienia Goethego. Jedenastu artystów związanych z tym ruchem stworzyło, 13 kwietnia 1901 roku, kabaret Die Elf Scharfrichter (Jedenastu Katów). Oficjalnie – w obawie przed cenzurą – miał być to prywatny klub, który raz w tygodniu daje przedstawienia tylko dla zaproszonych gości. Praktycznie zdobycie zaproszenia nie było trudne, gdyż instrukcja podawana była jawnie na każdym spotkaniu. Godłem kabaretu był pręgierz i ludzka czaszka w peruce sędziego. Dekorację sali, w której odbywały się występy, stanowiły narzędzia tortur i maski 11 założycieli kabaretu. Jedną z głównych gwiazd Die Elf Scharfrichter – obok Franka Wedekinda – była Marya Delvard. Jej karykaturalnie szczupła i nienaturalnie oświetlona sylwetka początkowo zaszokowała publiczność, lecz wkrótce Marya stała się symbolem kabaretu. Dzięki jej popularności i charyzmie, kobiety zostały na stałe wprowadzone do składów zespołów kabaretowych. Jedenaście Katów zostało rozwiązane w 1903 po długim tournée. Jednak mimo stosunkowo krótkiego okresu działalności wywarło znaczący wpływ w historii kabaretu.

### Polska
Początki polskiego kabaretu sięgają „Zielonego Balonika”, słynnego kabaretu literackiego założonego w ostatnich latach rozbiorów w Krakowie, przez bohemę, czyli poetów, pisarzy i artystów. Tworzono szopki satyryczne, w których udział brały znane postaci życia politycznego i kulturalnego początku XX wieku. W tym samym czasie działał także kabaret Figliki. W 1909 w Warszawie powstał kabaret „Momus”, którego nazwa wywodzi się od imienia greckiego bożka znanego ze złośliwej krytyki, drwiny i śmiechu.
Zarówno wtedy, jak i w czasach PRL-u, kabarety cieszyły się ogromnym powodzeniem, ponieważ w formie żartów przekazywały głębsze treści, ukryte za podwójnym znaczeniem i grą słów, by oszukać cenzorów i móc wystawiać przedstawienia mimo cenzury.
W zależności od stosowanych kryteriów w Polsce rozróżnia się kabaret polityczny, obyczajowy, językowy i sytuacyjny, profesjonalny i amatorski, dla dorosłych i dla dzieci, egalitarny i elitarny. 

#### Polski kabaret w latach 30.
- Czarny Kot
- Sfinks
- Picador (kabaret, z którym związani byli skamandryci), Qui Pro Quo (1919–1932)
- Morskie Oko (1925–1933)
- Cyrulik Warszawski (1935–1939)

#### Kabaret polski w czasach PRL
- Kabaret Siedem Kotów
- Kabaret Koń
- Kabaret Owca
- Wagabunda
- Kabaret Starszych Panów (założony przez Przyborę i Wasowskiego)
- Kabaret Dudek
- Kabaret Pod Egidą
- STS
- Bim-Bom
- Piwnica pod Baranami
- Tey
- Potem
- Kabaret Elita

## Współczesny kabaret w różnych krajach

### Francja
Francja - a zwłaszcza Paryż - jest obecnie światowym centrum kabaretów rozumianych jako artystyczne występy roznegliżowanych kobiet. Do najsłynniejszych francuskich kabaretów należą Lido, Moulin Rouge (pol. Czerwony Młyn), Crazy Horse (pol. Szalony Koń)

### Rosja
W Rosji kabaret określany jest terminami teatr estradowy (театр эстрады) i teatr miniatur (театр миниатюр).

### Polska
Jedynym kabaretem w rozumieniu międzynarodowym jest warszawski Sabat prowadzony przez Małgorzatę Potocką.
Tryumfy świecą natomiast kabarety społeczne i polityczne.